# Княже (Шептицкий район)
Кня́же (укр. Княже) — село в Сокальской городской общине Шептицкого района Львовской области Украины.
Население по переписи 2001 года составляло 618 человек. Занимает площадь 1,94 км². Почтовый индекс — 80036. Телефонный код — 3257.